# Jon Jönsson
Jon Jönsson (Hässleholm, Suecia, 8 de julio de 1983) es un futbolista sueco. Juega de defensa y su actual equipo es el IF Elfsborg de la Allsvenskan sueca.

## Selección nacional
Ha sido internacional con la Selección de fútbol de Suecia Sub-17 y Sub-21.

## Clubes
| Club            | País      | Año       |
| --------------- | --------- | --------- |
| Malmö FF        | Suecia    | 2001-2004 |
| Landskrona BoIS | Suecia    | 2005      |
| Malmö FF        | Suecia    | 2006      |
| IF Elfsborg     | Suecia    | 2007      |
| Toulouse FC     | Francia   | 2007-2008 |
| Brøndby IF      | Dinamarca | 2008-2010 |
| IF Elfsborg     | Suecia    | 2010-     |

## Palmarés

### Campeonatos nacionales
| Título      | Club        | País   | Año  |
| ----------- | ----------- | ------ | ---- |
| Allsvenskan | Malmö FF    | Suecia | 2004 |
| Allsvenskan | IF Elfsborg | Suecia | 2006 |
| Allsvenskan | IF Elfsborg | Suecia | 2012 |

- Datos: Q679778
- Multimedia: Jon Jönsson / Q679778